# Bert Moyaers
Bert Moyaers (Herk-de-Stad, 20 september 1980) is een Belgisch politicus voor Vooruit.

## Levensloop
Moyaers werkt beroepshalve leerkracht aan het Virga Jessecollege van Hasselt.
Voor de toenmalige sp.a werd hij in oktober 2006 verkozen tot gemeenteraadslid van Herk-de-Stad en werd in 2007 sp.a-fractieleider in de gemeenteraad. Van 2011 tot 2012 was hij tevens schepen van Sport, Ruimtelijke Ordening en Communicatie. Sinds 2019 is Moyaers burgemeester van Herk-de-Stad.
Bij de verkiezingen van 25 mei 2014 voor het Vlaams Parlement stond hij als tweede opvolger op de sp.a-lijst in de kieskring Limburg. Nadat Vlaams volksvertegenwoordiger Ingrid Lieten eind februari 2016 de politiek verliet en eerste opvolgster Joke Quintens besliste om niet te zetelen, werd hij begin maart 2016 lid van het Vlaams Parlement, wat hij bleef tot eind mei 2019. Hij werd er lid van de commissies Wonen, Armoedebeleid en Gelijke Kansen en van 2018 tot 2019 voorzitter van de commissie Welzijn, Volksgezondheid en Gezin.
Bij de verkiezingen van mei 2019 stond hij als eerste opvolger op de Limburgse sp.a-lijst voor de Kamer van volksvertegenwoordigers. In oktober 2020 legde hij de eed af als Kamerlid, in opvolging van Meryame Kitir, die minister werd in de regering-De Croo. Hij bleef Kamerlid tot in december 2022, toen Kitir aftrad als minister.